# Codename Eagle
Codename Eagle är ett förstapersonskjutarspel, utvecklat av Refraction Games, som senare har köpts upp av Digital Illusions CE och utgivet av Take-Two Interactive. Spelet utspelar sig år 1917 och den ryska krigsmaskinen hotar att ta över världen. Västmakterna allierar sig för att möta hotet.
Codename Eagle innehåller både ett enspelarläge där man spelar som spionen Red, som skickas in djupt bakom fiendens linjer och ett flerspelarläge där upp till 14 spelare kan spela mot varandra över ett nätverk. Spelet bjuder på stora banor med olika typer av fordon och flygplan.